# 深井崇史
深井 崇史（ふかい たかし、1953年4月30日 - ）は、日本の実業家。株式会社大和総研ホールディングス社長。

## 経歴
- 埼玉県出身[1]。
- 中央大学を卒業[3]。
- 株式会社大和総研ホールディングス代表取締役社長、株式会社大和総研代表取締役社長を歴任。
- 2010年（平成22年）6月26日大和証券グループ取締役退任。株式会社大和総研ホールディングス社長、株式会社大和総研社長を兼務して株式会社大和総研ビジネス・イノベーション代表取締役社長に就任。[2]
- 2016年（平成28年）4月1日　特別顧問に就任（現任）。後任は、白川真大和証券執行副社長・代表取締役副社長が就任。[4]
- 2018年  (平成30年) 6月22日 　株式会社レーサム社外取締役に就任(現任)。